# لونگلی
لونگلی (به انگلیسی: Lunglei) یک زیستگاه انسانی در هند است که در ناحیه لونگلی واقع شده‌است.

## خصوصیات
لونگلی  ۴۷٬۳۵۵ نفر جمعیت دارد و ۷۲۲ متر بالاتر از سطح دریا واقع شده‌است.